# Instituto Nicaragüense de Aeronáutica Civil
El Instituto Nicaragüense de Aeronáutica Civil (INAC) es la autoridad de aviación civil de Nicaragua. Tiene su sede en Managua.
La Comisión Investigadora de Accidentes de Aviación del INAC investiga accidentes e incidentes aéreos.